# HOT (SEVENTEEN歌曲)
〈HOT〉是韩国男团SEVENTEEN于2022年5月27日发行，收录于第四张韩语正规专辑《Face the Sun》的第二首歌曲兼主打歌，也是改版专辑《SECTOR 17》的第六首歌曲（2022年7月18日发行）。歌曲融合了嘻哈风格和西方吉他的声音，强烈地描绘了SEVENTEEN在烈日面前无所畏惧，勇敢前行的形象。

## 榜单成绩
| 年份   | 榜单               | 最高位置 |
| ------ | ------------------ | -------- |
| 2022年 | Soompi Music Chart | 1        |